# Alpy Seetalskie

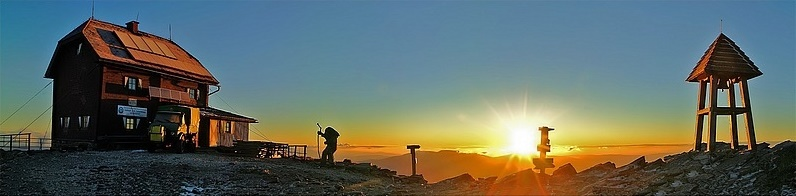
Widok z Zirbitzkogel

Alpy Seetalskie (niem. Seetaler Alpen) – podgrupa górska w Lavanttaler Alpen w Austrii. Leży na południe od Mury, między miejscowościami Scheifling i Zeltweg. Najwyższy szczyt to Zirbitzkogel (2396 m). Grupę tę ograniczają dolina Mury na północy, przełęcz Obdacher na wschodzie, przełęcz Klippitztörl na południu i przełęcz Neumarkter na zachodzie. Większa część leży w Styrii, mniejsza w Karyntii.
Najwyższe szczyty:
- Zirbitzkogel (2396 m)
- Scharfes Eck (2364 m)
- Kreiskogel (2306 m)
- Fuchskogel (2214 m)
- Wenzelalpe (2151 m)
- Erslstand (2124 m)

Schroniska:
- Winterleitenhütte (1782 m)
- Sabathyhütte (1620 m)
- Zirbitzkogelhaus (2376 m)
- Tonnerhütte (1600 m)
- Waldheimhütte (1614 m)
- St.Martiner Hütte (1710 m)
- Klippitztörlhütte (1644 m)